# Kladské sedlo
Kladské sedlo (815,4 m; polsky Przełęcz Płoszczyna [pšeuenč puoščyna]) je horské sedlo oddělující Králický Sněžník a Rychlebské hory. Kladské sedlo leží severoseverozápadně od vsi Kunčice na hranici mezi Českou republikou a Polskem.
Kladským sedlem procházela cesta z Moravy do Kladska. Ze Starého Města pod Sněžníkem vede do sedla silnice II/446, která probíhá údolím Krupé. Z polské strany vedou do sedla cesty Droga Staromorawska a Droga Morawska, obě vycházejí z údolí Morawky.
Dne 4. června 2007 byl v Kladském sedle otevřen hraniční přechod Staré Město – Nowa Morawa s pohraničním odbavením pěších, cyklistů, motocyklů, osobních aut a nákladní dopravy do 3,5 t největší povolené hmotnosti. Přechod zanikl s rozšířením schengenského prostoru na Česko i Polsko koncem roku 2007.
Po hřebeni přes Kladské sedlo prochází zelená pohraniční turistická značka.